# Turdoides aylmeri
Turdoides aylmeri е вид птица от семейство Leiothrichidae.

## Разпространение
Видът е разпространен в Етиопия, Кения, Сомалия и Танзания.